# أحمد توفيق
أحمد توفيق ممثل ومخرج مصري، اسمه الحقيقي (أحمد محمود توفيق)، ولد في عام 1933، حصل على درجة البكالوريوس من معهد الفنون المسرحية كما درس كذلك في كليتي الحقوق والآداب، إكتشفه المخرج صلاح أبو سيف وقدمه للمرة الأولى من خلال دور صغير في فيلم ( لا وقت للحب)، ثم فيلم (القاهرة 30) في عام 1966، لتتوالى بعدها أعماله ما بين السينما والتليفزيون،  والتي من أبرزها (ميرامار، حافية على جسر الذهب، شيء من الخوف، ثرثرة فوق النيل، القبطان)، وبجانب التمثيل عمل في إخراج المسلسلات التليفزيونية، ومن المسلسلات التي أخرجها: (الشاهد الوحيد، لن أعيش في جلباب أبي، الحسن البصري، عمر بن عبد العزيز). توفي في عام 2005 بمرض القلب.
شارك في عدة أفلام مثل القاهرة 30 وثرثرة فوق النيل وحافية على جسر الذهب والفرسان.

## أعماله
- هارون الرشيد
- عمر بن عبد العزيز (إخراج) (1994)
- لا وقت للحب (1963)
- القاهرة 30 (1966)
- شيء من العذاب (1969)
- شيء من الخوف (1969)
- حافية على جسر الذهب
- على من نطلق الرصاص (1975)
- فرسان آخر زمن (1993)
- خلطبيطه (1994)
- القبطان (1997)
- لن أعيش في جلباب أبي(إخراج) (1996)
- الفرسان
- عم حمزة(تمثيل وإخراج)(1981)

البرادعي(مسلسل)
- مسلسل [بسيوني بسعر السوق]

## روابط خارجية
- أحمد توفيق على موقع قاعدة بيانات الأفلام العربية